# Enguerrand I de Coucy
Enguerrand de Boves o Enguerrand I de Coucy (vers 1042 - 1116) fou un noble francès fill de Dreux de Boves. Del seu pare va heretar la senyoria de Boves, i pel seu casament amb Ada de Marle, va aconseguir les senyories de Marle, de Coucy (procedents del seu primer marit) i de La Fère.
El 1085, va esdevenir comte d'Amiens per dret de la seva àvia. El 1105, l'abadia de Saint-Fuscien al sud d'Amiens fou dotada per Enguerrand de Boves amb la senyoria sencera. El 1080 va adquirir el castell de Coucy el qual des de llavors va donar el nom als seus descendents.

## Família

blasó de la família de Coucy

Enguerrand I i Ada de Marle, filla de Letald (o Lietard) de Roucy (o de Marle), senyor de Marle, i neboda del comte Ebles I de Roucy van tenir dos fills:
1. Tomàs de Marle
2. Agnès de Coucy

Guibert, abat de l'abadia de Nogent-sous-Coucy anota que Tomàs de Marle va tenir una mare tan ignominiosa, és a dir d'una vida tan desbocada, que per això mai no va ser molt estimat del seu pare.
Enguerrand no està tampoc exempt de pecat, ja que es va dedicar força a l'amor d'altres dones. Segons les fonts, després d'haver repudiat Ada de Marle per adulteri o després del seu viduatge, Enguerrand de Boves es va casar en segons casaments amb Sibil·la de Château-Porcien. Dona de mediocre condició, Sibil·la era la filla de Roger, comte de Porcien, i exesposa (fins a 1102) de Godefroi I de Namur.

## Història
Va participar en la primera croada el 1096 i fou present en la setge d'Antioquia que va capitular el 3 de juny de 1098. La llegenda diu que fou Enguerrand I qui, en el transcurs d'un combat contra els musulmans, en el moment de la primera croada a Terra Santa, havent perdut la seva bandera, va tallar en bandes el seu abric blau doblat de vermell per fer-ne una nova que esdevindrà llavors l'escut d'armes de Coucy: tres bandes vermelles (gules) i tres bandes fetes de campanes blaves (atzur), el cap a dalt, en blanc (argent).
El 1100, retornat a França, entra en conflicte amb el seu fill Tomàs de Marle i obtingué llavors el suport del seu cosí el bisbe Enguerrand de Laon. Es reconcilia llavors amb el fill en el transcurs dels esdeveniments a la ciutat d'Amiens per lluitar contra els burgesos rebels.
Els habitants d'Amiens van obtenir del rei Lluís VI de França, el permís de constituir-se en municipi, amb el suport de Geoffroy, el bisbe, i Guermond, el veguer, i van demanar a Tomàs que els sostingués a les seves accions contra Adam, el castellà que tenia la guarda de la torre del Castelló, i Enguerrand, el comte, el seu pare. Però Tomàs es va reconciliar amb el seu pare i va combatre amb ell contra els habitants d'Amiens. Els habitants van obtenir el suport del rei Lluís VI de França que els va enviar reforços. El setge va durar dos anys. Tomàs va intentar venjar-se i va fer executar Gautier, germanastre de Sibil·la. El clergat va decidir llavors excomunicar-lo el 1114 en el moment de la seva assemblea de religiosos a Beauvais. El rei va atacar a Tomas, va prendre els castells de Crépy i Nogent i va arruïnar els forts erigits sobre les terres que pertanyen a l'abadia Saint-Jean de Laon.